# Human Prey
Human Prey ist eine deutsche Death-Metal-Band aus Leipzig. Sie wurde im Jahre 2010 gegründet und verbindet viele genretypische Elemente wie Slam Death Metal, Brutal Death Metal und seit dem Jahr 2020 vermehrt Technical Death Metal und Dissonant Death Metal. Der Bandname ist dem Song-Titel Human Prey der Band Terrorizer vom ersten Album World Downfall entliehen.

## Geschichte
Gegründet wurde Human Prey im Jahre 2010 von Thomas Weisswange, damals Gitarre, Stefan Scheffler (Gitarre) und Sänger Korth. Ursprünglich als Groove-Death-Metal-Band der Marke Suicide Silence konzipiert, entwickelte sich die Band immer mehr in Richtung Slam Death Metal.
Einige Besetzungswechsel folgten. Im Jahr 2016 stießen Sänger Max Fiebig und Schlagzeuger Sebastian Schmidt zur Band. Damit wurde die Stilrichtung musikalisch härter und beinhaltete nun auch Einflüsse wie Brutal Death Metal und Technical Death Metal.
Mit dem Konzeptalbum Grave Robbers from Outer Space widmete sich die Band dem Horrorfilm Plan 9 aus dem Weltall des Regisseurs Ed Wood. Das Album erschien am 24. Juni 2021 über das Label Rising Nemesis Records. Das Cover fertigte der Leipziger Comiczeichner und Grafiker Ralph Niese an, der kurz darauf verstarb; Dieses Album ist ihm gewidmet.
Im selben Jahr wechselte Thomas Weisswange von der Gitarre an den Bass und Carlo Stolze übernahm die zweite Gitarre.

## Diskografie
Alben
- 2014: Human Prey (Eigenveröffentlichung)
- 2021: Grave Robbers from Outer Space (Rising Nemesis Records)

EPs
- 2016: Eradication (Morbid Generation Records)
- 2018: Return of the True Kings (Morbid Generation Records)